# Morning Glory (Schiff, 1995)
Die Morning Glory, seit 2005 Capricorno, ist eine Maxi-Yacht des Typs Reichel Pugh 80 IMS ILC Maxi.

## Das Boot
Das Boot wurde im Jahre 1995 als Hochsee-Rennyacht im Auftrag und auf Rechnung des deutschen Unternehmers Hasso Plattner, Mitgründer der Firma SAP, von den Yachtkonstrukteuren Reichel/Pugh in San Diego (Kalifornien) entworfen und von den Bootsbauern McConaghy in Mona Vale, Sydney (Australien) gebaut. Das Boot ist als Slup getakelt. Mit 24 m Länge, 5,44 m Breite und 4,20 m Tiefgang (der Kiel ist feststehend) hatte es als Rennyacht eine Wasserverdrängung von 25 Tonnen.
Plattner verkaufte das Boot im Jahre 2004, nachdem er es durch seine neue Morning Glory ersetzt hatte, eine ebenfalls von Reichel/Pugh konzipierte und von McConaghy gebaute MaxZ86. Neuer Besitzer war der Mailänder Pharmaunternehmer Rinaldo Del Bono, der 1995 den Admiral’s Cup für Italien gewonnen hatte. Er gab dem Boot den neuen Namen Capricorno – wie allen seinen Boote zuvor – und ließ es bei Indiana Yachting in Scarlino radikal umbauen. Mast und Takelage wurden erneuert, ein neuer Kiel angebracht und eine neue Dieselmaschine eingebaut. Gleichzeitig wurde auch das einst verhältnismäßig spartanische Innere nach Plänen von Nauta Yachts in das eher komfortable einer Cruiser Yacht umgestalten. 18 Monate und 2 Millionen Euro später war das Boot drei Tonnen schwerer als zuvor. Es hatte nun in einer Eigner-Suite und zwei Gäste-Kabinen, alle mit Klimaanlage, Raum für sechs Personen, sowie zusätzlich Stockbetten für zwei Mann Besatzung in einer gesonderten Kabine. Drei Toiletten mit Dusche, ein Salon mit Couch, Sesseln und Esstisch für acht Personen und eine große Kombüse gehören seitdem ebenfalls zur Ausstattung.
Im Jahre 2010 wurden erneut Modernisierungen vorgenommen. Dabei erhielt das Boot neben einem neuen Mast einen neuen 4-Zylinder-Yanmar-Dieselmotor vom Typ 4LHA-HTP mit 118 kW (160 PS) Leistung, der über eine Schraube eine Marschgeschwindigkeit von 10 Knoten ermöglicht. 1050 Liter Dieselkraftstoff können mitgeführt werden.
Das Boot wurde 2013 zum Preis von 1,9 Mio. Euro zum Verkauf ausgeschrieben.

## Rennerfolge
Bereits im Januar 1996 gewann Plattner mit dem neuen Boot die Kapstadt-Rio-Regatta (Cape 2 Rio) in der Rekordzeit von 14 Tagen, 14 Stunden und 52 Minuten. Im Dezember des gleichen Jahres gewann das Boot die Sydney-Hobart-Regatta in der Rekordzeit von 2 Tagen, 14 Stunden, 7 Minuten und 10 Sekunden. Zwischen diesen beiden Erfolgen lag allerdings eine Pechsträhne, mit Mastbrüchen am zweiten Tag der Kenwood Cup Regatta in Hawaii und am vorletzten Tag der Rolex Big Boat Series in der Bucht von San Francisco. Auch kurz vor dem Sydney-Hobart-Rennen brachen beim Training vor Sydney die oberen sechs Meter des Masts ab. 1997 gewann das Boot den Maxi Yacht Rolex Cup vor Porto Cervo (Sardinien).
Nach dem Verkauf und dem Umbau war die Capricorno zwar kein Rennboot mehr, nahm aber im Jahre 2006 an der Atlantic Rally for Cruisers (ARC) von Las Palmas nach St. Lucia teil. Sie gewann das Rennen in der Rekordzeit von 11 Tagen, 5 Stunden, 32 Minuten und 30 Sekunden, die erst 2013 wieder unterboten wurde.